# Premier League 2024-2025 (Isole Cayman)
La Premier League 2024-2025, anche nota come CIFA Foster's National League per motivi di sponsorizzazione, è la quarantaseiesima edizione della massima serie del campionato di calcio delle Isole Cayman. Il campionato è iniziato il 1º dicembre 2024 e terminerà nel maggio 2025. 
Lo Scholars International è la squadra campione in carica, avendo conquistato il suo quindicesimo titolo nazionale nella stagione 2023-2024.

## Stagione

### Aggiornamenti
Il campionato ha subito una riforma che ha comportato un allargamento a 11 squadre: rispetto alle partecipanti della stagione precedente si sono iscritte al campionato Cayman Brac, East End Utd, Savannah Tigers e Sunset. In aggiunta l'Alliance, partecipante alla stagione precedente, non ha riconfermato la sua partecipazione.

### Formula
Le 11 squadre partecipanti giocano un girone di andata e ritorno, per un totale di 20 giornate. Al termine del campionato, la prima classificata è campione delle Isole Cayman e si qualifica per la CFU Club Shield 2025.

## Squadre partecipanti
| Club                   | Città       | Stagione precedente         |
| ---------------------- | ----------- | --------------------------- |
| 345                    | George Town | 2° in Premier League        |
| Academy                | George Town | 4° in Premier League        |
| Bodden Town            | George Town | 3° in Premier League        |
| Cayman Brac            | George Town | Non iscritta al campionato  |
| East End Utd           | East End    | Non iscritta al campionato  |
| Elite                  | West Bay    | 5° in Premier League        |
| Future SC              | West Bay    | 8° in Premier League        |
| Roma United            | George Town | 7° in Premier League        |
| Savannah Tigers        | Savannah    | Non iscritta al campionato  |
| Scholars International | West Bay    | Campione delle Isole Cayman |
| Sunset                 | George Town | Non iscritta al campionato  |

## Classifica
|                                      | Pos. | Squadra                | Pt | G | V | N | P | GF | GS | DR |
| ------------------------------------ | ---- | ---------------------- | -- | - | - | - | - | -- | -- | -- |
| Isole Vergini Britanniche (bandiera) | 1.   | 345                    | 0  | 0 | 0 | 0 | 0 | 0  | 0  | 0  |
|                                      | 2.   | Academy                | 0  | 0 | 0 | 0 | 0 | 0  | 0  | 0  |
|                                      | 3.   | Bodden Town            | 0  | 0 | 0 | 0 | 0 | 0  | 0  | 0  |
|                                      | 4.   | Cayman Brac            | 0  | 0 | 0 | 0 | 0 | 0  | 0  | 0  |
|                                      | 5.   | East End Utd           | 0  | 0 | 0 | 0 | 0 | 0  | 0  | 0  |
|                                      | 6.   | Elite                  | 0  | 0 | 0 | 0 | 0 | 0  | 0  | 0  |
|                                      | 7.   | Future SC              | 0  | 0 | 0 | 0 | 0 | 0  | 0  | 0  |
|                                      | 8.   | Roma United            | 0  | 0 | 0 | 0 | 0 | 0  | 0  | 0  |
|                                      | 9.   | Savannah Tigers        | 0  | 0 | 0 | 0 | 0 | 0  | 0  | 0  |
|                                      | 10.  | Scholars International | 0  | 0 | 0 | 0 | 0 | 0  | 0  | 0  |
|                                      | 11.  | Sunset                 | 0  | 0 | 0 | 0 | 0 | 0  | 0  | 0  |

Legenda:
      Campione delle Isole Cayman e ammessa al CFU Club Shield.